# Cota 905
Cota 905 (alternativa y más formalmente Avenida Guzmán Blanco) es el nombre que recibe una carretera que se localiza en las parroquias La Vega, El Paraíso y Santa Rosalía del Municipio Libertador en el oeste de Caracas y al centro norte de Venezuela. Su nombre, "Guzmán Blanco", se debe uno de los presidentes de Venezuela del siglo XIX, Antonio Guzmán Blanco. No debe confundirse con la avenida homónima de la parroquia Coche en el mismo municipio.

## Toponimia
El nombre Cota 905 proviene de la altitud topográfica de 905 metros sobre el nivel del mar a partir de la cual el terreno comienza a ascender para formar la colina donde se asientan las parroquias a las que se accede por esta Avenida.

## Descripción

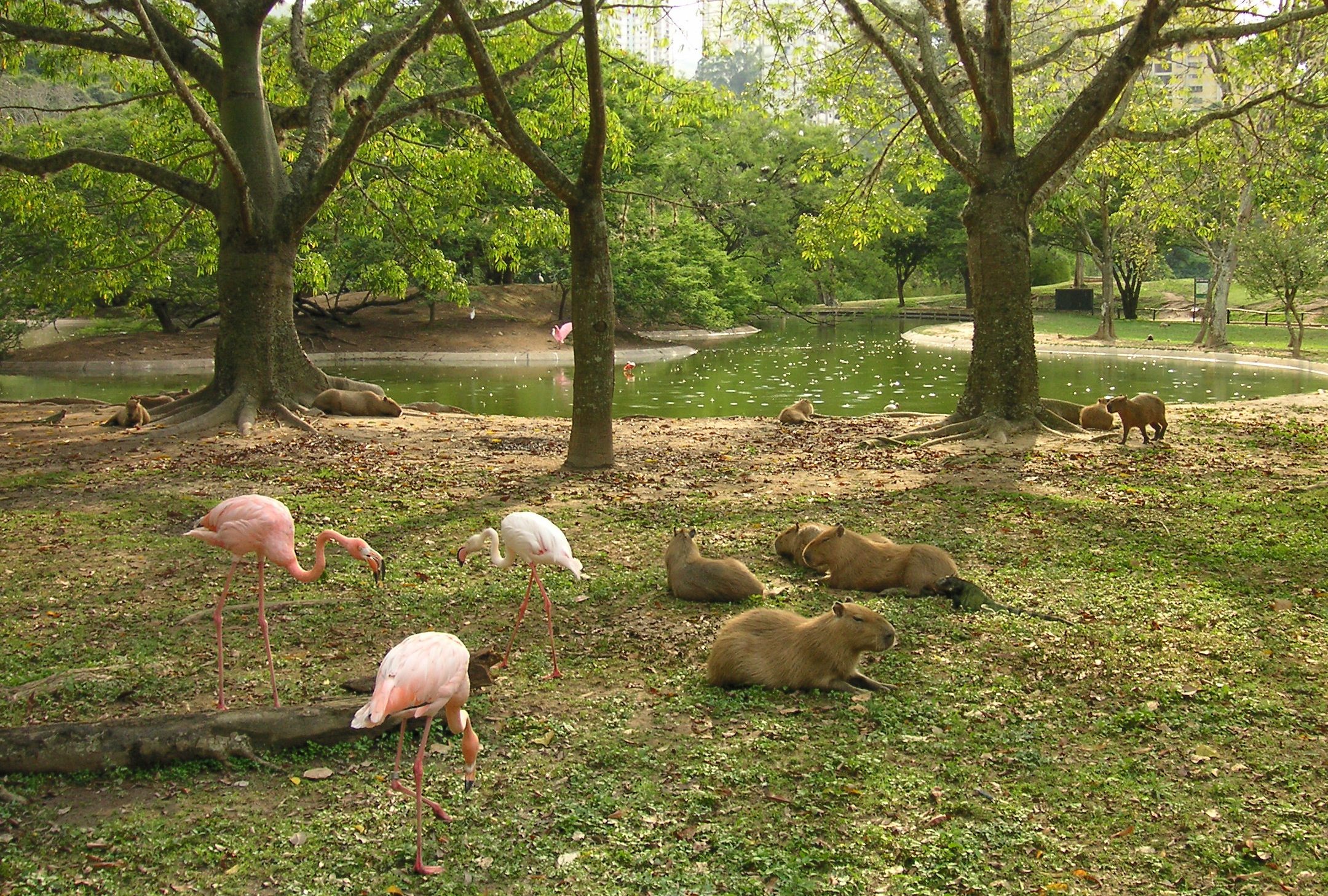
Vista del Parque Zoológico El Pinar a un lado de la Cota 905.

La Cota 905 conecta la Avenida Teherán y la Calle San José a la altura del Centro Comercial Galerías Paraíso con la Avenida Presidente Medina (Victoria) y la Avenida Nueva Granada, cerca de la estructura conocida como El Helicoide. En su recorrido también se conecta con la Avenida Principal de El Cementerio, Calle Real de Prado de María, la Calle Libertador, la Calle 7 de Septiembre, la Avenida José Antonio Páez y la Avenida O'Higgins.
Destacan en sus alrededores el complejo deportivo Cocodrilos Sports Park, el Polideportivo La Veguita, el Club Social Policía Metropolitana, el Parque Zoológico El Pinar, la Autopista Norte Sur, el Colegio Teresiano, la Policía Municipal de Caracas, el Barrio Sinai, el Barrio Guzmán Blanco, el Sector La Planta, entre otros.

## Criminalidad
La Cota 905 es el sector de Caracas con más bandas delictivas activas, por lo que durante la primer gobierno de Nicolás Maduro se introdujo la Operación Liberación del Pueblo (OLP), donde los efectivos de seguridad hacían un seguimiento a los delincuentes de la zona con prontuario criminal y eran ajusticiados. En 2017 se realizaron 25 operativos de las Fuerzas de Acciones Especiales (FAES) en la Cota 905, siendo uno de los sectores de Caracas donde se han realizado más operativos especiales. Sin embargo, el índice delictivo del barrio y de las zonas aledañas no ha disminuido. Los habitantes de la Cota 905 pidieron a Delcy Rodríguez, a Jorge Rodríguez, al ministro Jorge Infante y a Antonio Álvarez que prohibieran la entrada de los funcionarios policiales. Los efectivos aceptaron el acuerdo a cambio de que los delincuentes dejaran de usar las bandas delictivas para matar policías, articular robos de carros, extorsión y secuestro. El 25 de agosto de 2017 la Cota 905 fue declarada como “zona de paz” después de que negociaran con la comunidad delictiva del lugar. Como ha ocurrido en otras “zonas de paz”, los funcionarios policiales no pueden ingresar a la localidad a realizar operativos. A pesar de esto, quince días después del acuerdo fue asesinado un joven prospecto del baloncesto, secuestraron a un empleado de la embajada de Estados Unidos y, posteriormente, al hijo de un general de la Guardia Nacional Bolivariana. Según periodistas especializados, las “zonas de paz” aumentarían el nivel de delincuencia, robos, asesinatos, secuestros y extorsiones, ya que los responsables no podrían ser aprehendidos por la policía mientras estuvieran dentro del perímetro restringido para los funcionarios.